# Foun-Sen
Cécile Nguyen-Ngoc-Tue, connue sous le nom de scène Foun-Sen (également orthographié Fun-Sen), née le 28 février 1915 à Giáp Bát (district de Hoang Mai) et morte le 5 février 1989 à Clichy, est une actrice française originaire d'Indochine.

## Biographie
Habituée des seconds, voire des troisièmes rôles, elle fut la chinoise des productions françaises des années 1930. À cette époque, le cinéma « consommait » beaucoup d'étrangers - russes ou asiatiques - pour des films d'aventures et exotiques. 
Fun-Sen tourne une quinzaine de films, dont la majorité entre 1935 et 1940. Elle a été mariée au réalisateur Léo Joannon.
En 1944, elle tient l'unique rôle principal de sa carrière dans le film La Collection Ménard. Après ce film, elle s'éloigne des écrans pendant près de vingt ans et ne réapparaît au cinéma qu'en 1963, dans Fort du fou, réalisé par son mari. Elle fait ensuite des apparitions occasionnelles à la télévision et au cinéma et s'éteint oubliée en 1989.

## Filmographie

### Cinéma
- 1935 : La Garçonne de Jean de Limur
- 1936 : Samson de Maurice Tourneur
- 1936 : Les Loups entre eux de Léon Mathot : la domestique de Benoit
- 1936 : Le Mioche de Léonide Moguy : une élève
- 1936 : Port-Arthur de Nicolas Farkas : la servante
- 1937 : Monsieur Breloque a disparu de Robert Péguy : Thi-Hou
- 1937 : Troïka sur la piste blanche de Jean Dréville
- 1937 : Yoshiwara de Max Ophüls
- 1937 : La Dame de Malacca de Marc Allégret : la servante
- 1937 : Drôle de drame de Marcel Carné
- 1937 : L'Alibi de Pierre Chenal : l'assistante de Winckler
- 1938 : Mollenard de Robert Siodmak
- 1938 : Le Drame de Shanghaï de Georg Wilhelm Pabst : Mme Tsé
- 1938 : La Cité des lumières de Jean de Limur
- 1939 : L'Émigrante de Léo Joannon
- 1944 : La Collection Ménard de Bernard Roland : Renée Ménard
- 1963 : Fort du fou de Léo Joannon : Xuan
- 1967 : Cinq Gars pour Singapour  de Bernard Toublanc-Michel : Hsi-Houa

### Télévision
- 1973 : Du plomb dans la tête, de Roger Dallier
- 1979 : Le Crime des innocents, de Roger Dallier